# しょういん
株式会社しょういんは、日本の出版社。1977年（昭和52年）10月設立。社名の「しょういん」の由来は、「昭和に印を残そう」という意味。（しょういんサイトから引用）
女性向け高収入アルバイト雑誌「てぃんくる (求人情報雑誌)」のほか、実用書やビジネス書などを発行している。